# クレイグ・ダーデン
クレイグ・ダーデン（Craig Durden、1972年4月21日 - ）は、オーストラリア・メルボルンを拠点に騎乗する障害競走専門の騎手である。オーストラリア国籍。

## 来歴
1989年、10月にオーストラリアで騎手デビューし、以降障害競走で活躍する。
1994年、初来日を果たし、中央競馬初騎乗は4月30日に東京競馬場で行われた障害4歳以上未勝利戦で7番人気のキープザトップに騎乗して6着だった。翌5月1日に阪神競馬場で行われた障害4歳以上未勝利戦を4番人気のギャザウェイに騎乗して制し、来日2戦目で中央競馬初勝利を挙げた。その後1995年と1996年にも来日しており、3年間で6戦3勝、3着1回という成績を残した。
2001年、ペガサスジャンプステークスに出走するマールボロと共に5年ぶりに来日したが、同競走で1番人気ながら12着と大敗しそのまま帰国した。 
2006年、マーロスと共に5年ぶりに来日し、ペガサスジャンプステークス9着を経て中山グランドジャンプで初騎乗したが12番人気で9着だった。この年はJ.J.ホウラーン障害チャンピオンシップシリーズ・騎手部門の初代優勝騎手になった。

## 主な騎乗馬
- ジノラッド（2008年グランドアニュアルスティープルチェイス）

## 人物・エピソード
- 中山グランドジャンプには3度騎乗しているが、2006年にマーロスで9着、2007年にパーソナルドラムと2009年にジノラッドでそれぞれ6着という成績を残している。